# Gallicolombe poignardée
Gallicolumba luzonica
Espèce
Statut de conservation UICN

 NT  : Quasi menacé
Statut CITES
La Gallicolombe poignardée (Gallicolumba luzonica) est une espèce du genre Gallicolumba, qui doit son nom à la tache rouge qu'elle porte sur la poitrine.

## Description
Cet oiseau mesure 28 à 30 cm pour une masse de 180 g. Il ne présente pas de dimorphisme sexuel.
Le front est gris bleu pâle. La calotte est gris foncé avec des reflets métalliques pourpres. Les parties supérieures sont également de cette couleur avec des reflets métalliques verts et pourpres. Trois bandes brun foncé traversent les ailes. Entre celles-ci, la coloration est gris bleu pâle. Le dessous des ailes est châtain. La gorge, la poitrine et tout le dessous du corps sont blanc, plus crémeux et lavé de rosé sur l'abdomen. Le centre de la poitrine est rouge vif avec une raie verticale centrale rehaussant l'apparence d'un coup de poignard d'où le nom spécifique français. Les iris sont mauves avec des cercles oculaires gris. Le bec est gris foncé. Les pattes sont rouges.

## Répartition
La Colombe poignardée vit sur les îles de Luçon et de Polillo aux Philippines.

## Habitat
Cet oiseau peuple les forêts.

## Comportement
Face à un danger, cette espèce préfère la fuite en courant dans la végétation. Elle ne s'envole qu'en cas de menace très proche et seulement sur une courte distance.

## Alimentation
Cet oiseau terrestre passe l'essentiel de son temps sur le sol où il recherche sa nourriture dans la litière de feuilles. Il consomme des graines, des baies, des fruits et divers invertébrés.

## Nidification
La reproduction se déroule toute l'année. Lors des parades, le mâle pourchasse la femelle. Proche d'elle, il s'arrête brusquement, se redresse en arrière sur sa queue déployée, gonfle la poitrine pour exhiber la large tache rouge et émet un roucoulement. Après cette parade, la copulation a lieu généralement au sol. Le plus souvent, le nid est construit à faible hauteur dans un buisson par les deux partenaires. Il est constitué de brindilles entrelacées recouvertes d'herbes. La femelle pond deux œufs blanc crème (29 x 22 mm). L'incubation, assurée par le mâle dans la journée et la femelle la nuit, dure 16 à 18 jours. Les jeunes sont volants entre 10 et 14 jours.

## Sous-espèces
Cet oiseau est représenté par trois sous-espèces :
- Gallicolumba luzonica luzonica (Scopoli, 1786) sur Luçon et Pollilo ;
- Gallicolumba luzonica griseolateralis (Parkes, 1962) au nord de Luçon ;
- Gallicolumba luzonica rubiventris (Gonzales, 1983).